# Silkouka
Silkouka är en ort i Burkina Faso.   Den ligger i regionen Centre-Sud, i den centrala delen av landet, 60 km söder om huvudstaden Ouagadougou. Silkouka ligger 315 meter över havet och antalet invånare är 580.
Terrängen runt Silkouka är platt, och sluttar söderut. Närmaste större samhälle är Tuili, 18,6 km norr om Silkouka.
Omgivningarna runt Silkouka är en mosaik av jordbruksmark och naturlig växtlighet. Runt Silkouka är det ganska tätbefolkat, med 60 invånare per kvadratkilometer.